# Melina Kana
Melina Kana (griechisch Μελίνα Κανά, eigentlich Μελίνα Κανατά Melina Kanata, * 29. Mai 1966 in Thessaloniki) ist eine griechische Sängerin. Sie ist die ältere Schwester von Lizeta Kalimeri. Ein Philologiestudium an der Aristoteles-Universität Thessaloniki hat sie mit Examen abgeschlossen.

## Leben und Karriere
Melina Kana arbeitet mit bekannten zeitgenössischen Komponisten (u. a. Thanasis Papakonstantinou) zusammen. Beeinflusst von der Musik Thessalonikis, dem Rembetiko und der Volksmusik des Balkans verbindet sie diese Musiktraditionen in ihrer Arbeit.
Während eines Auftrittes begegnete Melina Kana 1987 dem bekannten Komponisten Stavros Kougioumtzis (Σταύρος Κουγιουμτζής) und sie begannen eine Zusammenarbeit. Im Sommer 1989 nahm sie an Konzerten von Nikos Papazoglou teil. Aus einer Bekanntschaft mit Sokratis Malamas in dieser Zeit entwickelte sich eine künstlerische Zusammenarbeit. 1990 trat sie bei Konzerten von Haris Alexiou und Nikos Xydakis auf.
Außerhalb Griechenlands führten sie Konzertreisen in die USA (1995 zusammen mit Dionysis Savvopoulos), nach Deutschland (1997 Berlin und München, 2000 Köln WDR Festival, 2002 Berlin, Nürnberg, Stuttgart), nach Belgien (1999 SFINKS World Music Festival), Bulgarien (2001 zusammen mit Nikos Xydakis im National Theater von Sofia) und Italien (2002 Internationales Festival von Pavia).

## Diskografie

### Alben
- 1991: Mystika tragoudia (Μυστικά τραγούδια), Komponist Nikos Mamangakis, Texte Michalis Ganas
- 1992: Tis meras ke tis nychtas (Της μέρας και της νύχτας), Komponist Sokratis Malamas, Texte von Yannis Tsatsopoulos und Manolis Rasoulis
- 1995: Aromata andi gia nafthalini (Αρώματα αντί για ναφθαλίνη), Komponisten Thodoris Papadopoulos und Thanasis Pantelis
- 1996: Tis agapis gerakaris (Της Αγάπης Γερακάρης), Kompositionen und Texte Thanasis Papakonstantinou
- 1997: Gennei erotes (Γενναίοι έρωτες), Komponist Stamos Semsis, Texte Michalis Bourboulis
- 1998: Lafyra (Λάφυρα), Komponist Thanasis Papakonstantinou. An dem Album wirkte die Gruppe Ashkabad aus Turkmenistan mit.
- 1999: Mitarbeit an Orfeas Peridis' Album Gia pou to ’vales kardia mou (Για πού το ’βαλες καρδιά μου) mit dem Lied I gineka tis erimou und an Loudovikos ton Anogion Album To ochi apokimithike stin agalia tou ne (Το όχι αποκοιμήθηκε στην αγκαλιά του ναι)
- 2000: Melina Kana – Porträt erschienen beim deutschen Label Network
- 2001: Melina Kana (Μελίνα Κανά), Kompositionen Nikos Platanos und Dimitris Psarras, Texte Kostas Parisis und Vassilis Gantzos.
- 2003: Fengi alliotika (Φέγγει αλλιώτικα), Komponist Thodoris Papadopoulos, Texte Smaro Papadopoulou.

Tragoudia gia ti Melina (Τραγουδια για τη Μελίνα), Komponist Nikos Mamangakis, Texte Athina Karataraki, Viktoria Makri
Mitarbeit an Petros Dourdoumpakis Album Tyfles elpides (Τυφλές ελπίδες) u. a. mit dem Lied Ti na pistepso.
- 2004: Juke Box
- 2006: Tis kardias ta wimata (Της καρδιάς τα βήματα)
- 2008: Parea me tous filous mou (Παρέα με τους φίλους μου)
- 2009: Mono kokkino (Μόνο Κόκκινο)
- 2010: Perasma (Πέρασμα)
- 2014: Melina Kana & O Gois Tou Thiseiou

### Singles (Auswahl)
- 1992: Na Valo Ta Metaxota
- 1994: O Hartis
- 1996: Erima Kormia
- 1996: Feirouz
- 1996: Ase Ta Psemata (mit Sokratis Malamas)
- 1998: Stylitis (mit Thanasis Papakonstantinou & Ashkhabad)
- 1998: Milo Gia Sena
- 2003: Arnisi